# 比维安娜·德尔安赫尔
比维安娜·德尔安赫尔（西班牙語：Viviana del Ángel，1999年12月5日—），墨西哥女子跳水运动员，2017年世界游泳锦标赛混合团体银牌得主、2023年世界游泳锦标赛混合双人10米跳台银牌得主。